# Мачильський Сергій Олександрович
Сергій Олександрович Мачильський(рос. Сергей Александрович Мачильский) — радянський і російський кінооператор та оператор-постановник.

## Життєпис
Народився 1 червня 1961 р. у Ялті. Батько — Мачильський Олександр Сергійович, радянський і російський кінооператор. 
Закінчив операторський факультет Всесоюзного державного інституту кінематографії (1983, майстерня В. Юсова, А. Темеріна).
Працював на кіностудії ім. М.Горького, в Асоціації російських кінооператорів, з 1997 р. — оператор телебачення (канал РТР). Зняв понад тридцять кінофільмів, зокрема, «Невстановлена особа» (1990, Одеська кіностудія), «Кикс» (1991, Приз «Срібна камера-300» МКФ операторської майстерності в Бітолі, 1993), «Серп і молот» (1994, Приз «Зелене яблуко — золотий листок» за найкращу роботу оператора), «Американка» (1997), «Шанувальник» (1999), «Механічна сюїта» (2001), «У русі» (2002, Премія Гільдії кінооператорів Росії «Білий квадрат»), «Свої» (2004, Премії «Золотий орел», «Ніка» i Гільдії кінооператорів Росії «Білий квадрат» за найкращу операторську роботу), «Біла гвардія» (2012, телесеріал) тощо.
Номінант і лауреат різноманітних кінопремій і кінофестивалів.

## Фільмографія
- «Мої університети» (1982, к/м, у співавт. з Ю. Любшиним)
- «Хлопчик і море» (1983, к/м)
- «Невстановлена особа» (1990, Одеська кіностудія)
- «Кикс» (1991)
- «Кооператив „Політбюро“, або Буде довгим прощання» (1992)
- «Дорога до раю» (1993)
- «Створення Адама» (1993)
- «Серп і молот» (1994)
- «Екзерсис № 5» (1995, к/м, у к/а «Прибуття поїзда»)
- «Американка» (1997)
- «Шанувальник» (1999)
- «Механічна сюїта» (2001)
- «Колекціонер» (2001)
- «У русі» (2002)
- «Убивча сила» (2002, т/с, у  співавт.)
- «Щоденник камікадзе» (2002)
- «Особливості національної політики» (2003)
- «Свої» (2004)
- «Убивча сила» (2005, т/с, у  співавт.)
- «Зв'язок» (2006)
- «Той, хто гасить світло» (2008)
- «Людина біля вікна» (2009)
- «Людина, яка знала все» (2009)
- «Однокласники» (2010)
- «Москве, я люблю тебе!» (2010, к/а, новела «Job — Робота»)
- «Небесний суд» (2011)
- «Біла гвардія» (2012, телесеріал)
- «Всі пішли» (2012)
- «Дзеркала» (2013)
- «Шагал — Малевич» (2014)
- «Контрибуція» (2016)
- «Слідчий Тихонов» (2016, т/с)
- «Так склалися зірки» (2016)
- «Молот» (2016, у співавт.)
- «Відмінниця» (2017, т/с)
- «Вище неба» (2018)
- «Годунов» (2019, т/с)
- «Доктор Ліза» (2019)
- «Бомба» (2020, т/с) та ін.